# Campos del Texcal
Campos del Texcal är en ort i Mexiko.   Den ligger i kommunen Tlaquiltenango och delstaten Morelos, i den sydöstra delen av landet, 90 km söder om huvudstaden Mexico City. Campos del Texcal ligger 924 meter över havet och antalet invånare är 208.
Terrängen runt Campos del Texcal är platt åt nordväst, men åt sydost är den kuperad. Runt Campos del Texcal är det tätbefolkat, med 319 invånare per kvadratkilometer. Närmaste större samhälle är Tlaquiltenango, 1,4 km öster om Campos del Texcal. I omgivningarna runt Campos del Texcal växer huvudsakligen savannskog.